# Świergotka rajska
Świergotka rajska (Psephotellus pulcherrimus) – wymarły gatunek ptaka z rodziny papug wschodnich (Psittaculidae), zamieszkujący niegdyś wschodnią Australię – Queensland oraz Nową Południową Walię.

## Występowanie
Papuga ta miała dość wąski zasięg występowania, jednak była na nim dość powszechna. Występowała w Australii na terenie środkowego i południowego stanu Queensland, od miasta Brisbane przez miasto Duaringa, Comet i następnie rzekę Nogoa, aż po miasto St George. Niepotwierdzone obserwacje świergotek rajskich odnotowano także w północno-wschodniej Nowej Południowej Walii i północnej części stanu Queensland. Naturalnymi siedliskami ptaków były doliny rzeczne, trawiaste lasy eukaliptusowe, często położone w pobliżu gniazd termitów.

## Charakterystyka
Świergotki rajskie żyły w parach lub małych grupach (prawdopodobnie rodzinnych) liczących do 7–8 osobników, a swoje gniazda zakładały w wydrążonych kopcach termitów i tym podobnych miejscach, często na poziomie lub blisko poziomu gruntu. Na temat ich diety nie wiadomo za wiele. Świergotki najprawdopodobniej żywiły się prawie wyłącznie nasionami traw. Upierzenie tych ptaków było niezwykle barwne, nawet jak na papugi, o mieszance turkusu, cyjanu, szkarłatu, czerni i brązu. Samice były mniej barwne niż samce. Młode osobniki były podobne do samic. Ogon świergotki miał prawie taką samą długość jak jej ciało, co wydaje się trudne do zrozumienia w przypadku ptaka, który prawie prowadził ściśle naziemny tryb życia. Długości ciała świergotki rajskiej wynosiła do 27–30 centymetrów. Ważyły prawdopodobnie 50–70 g.

## Wymarcie
Przyczyny nagłego spadku populacji tej papugi pozostają kwestią dyskusyjną. Możliwą przyczyną mógł być nadmierny wypas zwierząt hodowlanych (co z pewnością przyczyniało się do spadku pożywienia ptaków), ogołacanie pól, polowania organizowane przez kolekcjonerów ptaków i introdukowanie w Australii drapieżnych ssaków, takich jak koty i psy. Świergotka stała się rzadka pod koniec XIX wieku i początkowo była uważana za gatunek wymarły już w 1915 roku. Seria poszukiwań w ciągu następnej dekady potwierdziła istnienie pojedynczych osobników. Ostatni raz świergotkę rajską zaobserwowano 14 września 1927 roku. Od tamtego czasu, pomimo intensywnych poszukiwań, nikt nie przedstawił wiarygodnych dowodów na istnienie gatunku.

## Galeria
- Obracający się, wypchany okaz

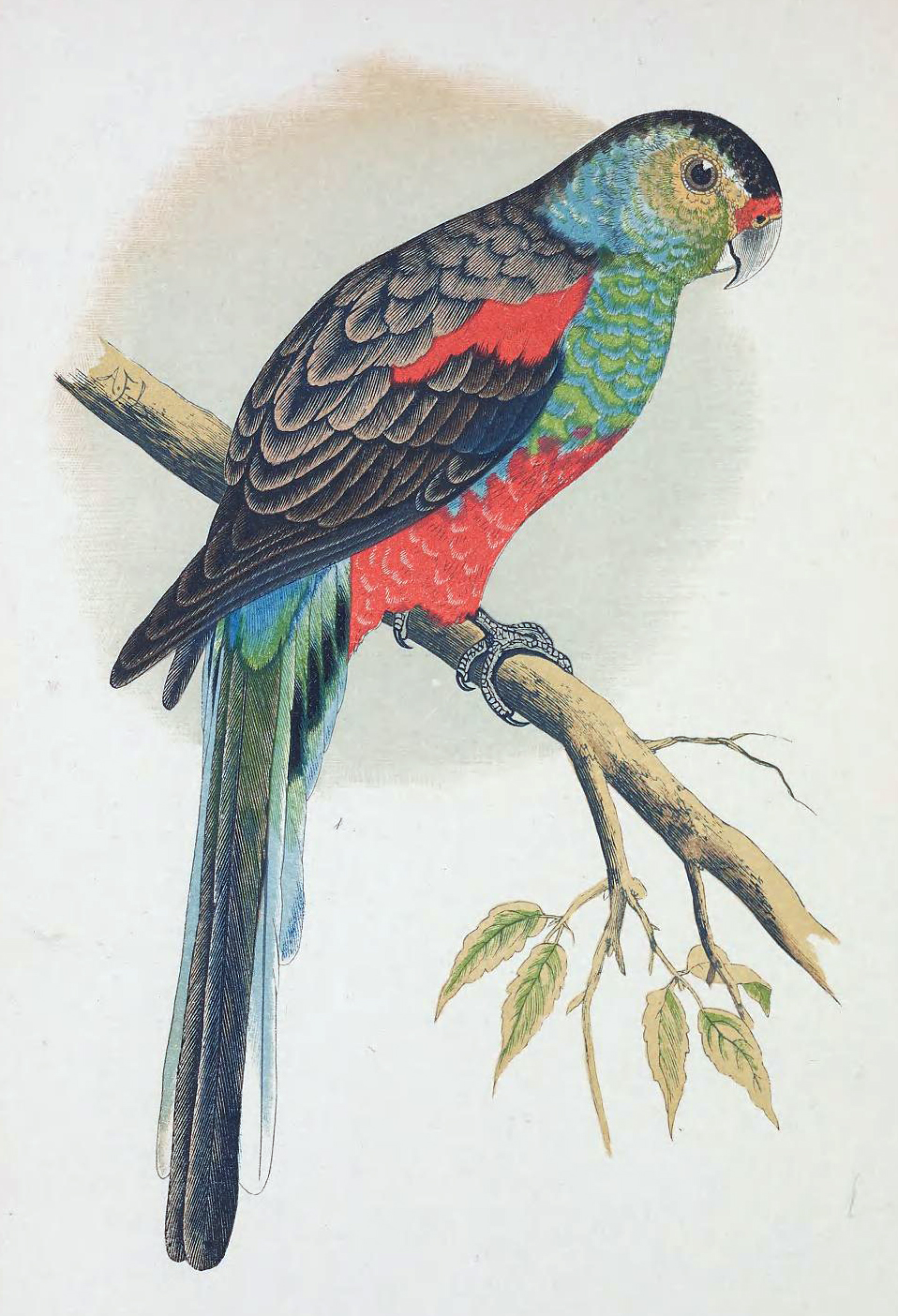
Rysunek przedstawiający świergotkę rajską z 1884 roku
- Obracający się szkielet świergotki
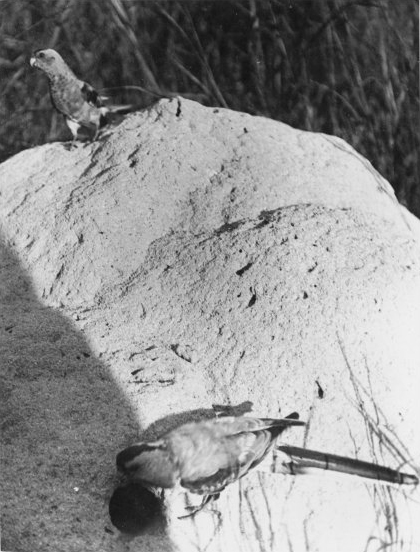
Dwa okazy znajdujące się przy gnieździe w 1922 roku
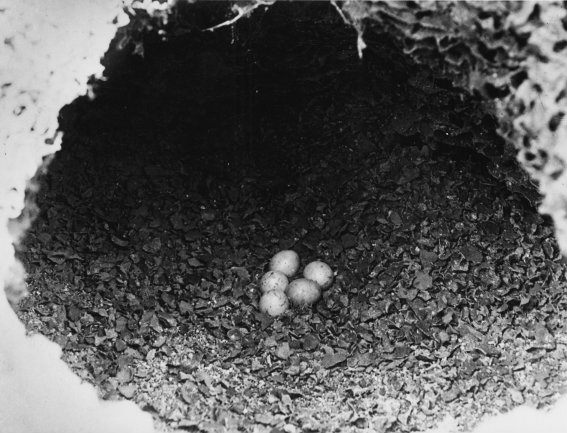
Jaja w gnieździe (1922)